# 大瑟提斯区

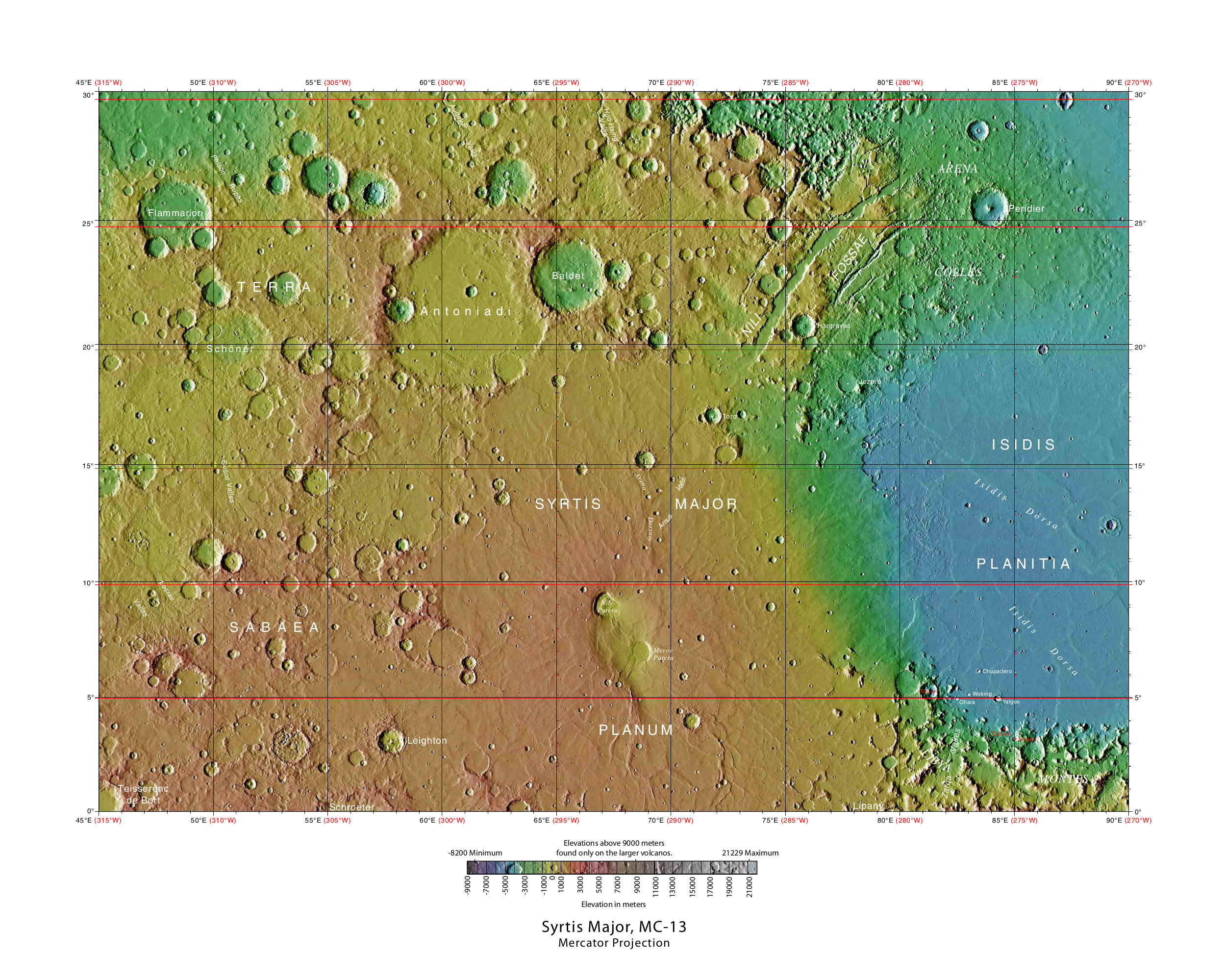
大瑟提斯区

大瑟提斯区是美国地质调查局太空地质学研究计划（Astrogeology Research Program）对火星表面划分的30个区域之一，编号为MC-13。
大瑟提斯区覆盖了火星西经270°至315°、北纬0°至30°的区域。
大瑟提斯是一座盾状火山，包括尼罗山口（Nili Patera）和麦罗埃山口（Meroe Patera）两处火山口。